# Glowing in the Dark
Glowing in the Dark è il quarto album in studio del gruppo musicale inglese Django Django, pubblicato nel 2021.

## Tracce
1. Spirals – 5:00
2. Right the Wrongs – 2:08
3. Got Me Worried – 3:36
4. Waking Up – 3:18
5. Free From Gravity – 2:54
6. Headrush – 3:58
7. The Ark – 2:45
8. Night of the Buffalo – 3:55
9. The World Will Turn – 1:53
10. Kick the Devil Out – 3:19
11. Glowing in the Dark – 2:59
12. Hold Fast – 4:47
13. Asking for More – 3:23